# Rádió Mi
A Rádió Mi a Mi a Rádióért Kulturális Egyesület által működtetett szegedi közösségi rádió. 2005 és 2012 között földi sugárzással, 2013-tól interneten továbbítja műsorait. Nonprofit módon, elsősorban adományokból működik, önkéntes műsorkészítői közösség birtokolja és tartja fenn. Underground zenei válogatások, tematikus zenei műsorok és DJ-mixek, kötetlen kulturális, közéleti és ismeretterjesztő beszélgetések határozzák meg tartalmát.

## Története
A rádió megalapításának ötlete 2002-ben merült fel, ettől kezdve lehetett Magyarországon kisközösségi rádiós frekvenciára pályázni. Az alapítók - köztük DJ-k, újságírók, egyetemisták, kortárs kultúrával foglalkozó és ez iránt érdeklődő emberek - a Szegedi Tudományegyetem Kommunikáció- és Médiatudományi Tanszékének támogatásával létrehozták az Itt Szeged Egyesületet. A szükséges feltételek megteremtése és a sikeres frekvenciapályázat után 2005. március 10-én indulhatott el a rádió adása. A rádió célja, hogy teret adjon a nem-mainstream zenének, a kortárs kultúrának és a közéletről, társadalomról való kötetlen párbeszéd fóruma legyen.
A rádiót működtető Itt Szeged Egyesület 2012 nyarán felfüggesztette működését. Ennek egyik oka az volt, hogy nem tudta finanszírozni a rádió fennmaradását, másrészt pedig lejárt a kisközösségi frekvenciaengedély, a Médiatanács pedig ekkor még nem írt ki új pályázatot. A műsorkészítők 2013. január 15-én megalapították a Mi a Rádióért Kulturális Egyesületet, ami 2013. július 1-jén újraindította a Rádió Mi adását, ezúttal interneten.

## Működése
A rádió működése során felmerülő kérdéseket az egyesület tagsága megvitatja és közösen hozzák meg a döntést. Műsorkészítővé válhat mindenki, aki a rádió és a közösség szabályait magának érzi és elfogadja, illetve műsortervét az egyesület elfogadja. Az egyesület a rádió működtetése mellett zenei esteket, koncerteket, minifesztiválokat is szervez. Jelentős helyi kulturális eseményeken - mint például a Thealter nemzetközi színházi találkozón vagy a Super 8mm Fesztiválon - a rádió élő helyszíni műsorokat is közvetít.

## Állandó műsorok
Jazzszigor - kötetlen jazz-válogatás klasszikusoktól a fúziókig
Estibít - hiphop Suhovval
Perspektíva - beszélgetés társadalmi és kulturális jelenségekről a Tha Shudras tagjaival
Undorgrund - indie és alter zenei műsor
Betönkeverö - metálzenei műsor
Mélyfúrás - beszélgetés mindennapi és nem mindennapi helyzetekről Pintér Judit Nóra pszichológussal és Kékesi Márk Zoltán szociológussal
Karóva Tejbár - punkzenei műsor
Musique Grotesque - improvizatív kísérleti zene
Reppszakkör - rap zenei műsor
Neurosense Radio Show - elektronikus zenei mixek
Mental Noise - dub, techno, ambient Nyenyeccel
Mélyvarázs - visszafogott elektronika vájt fülűeknek Phalanx-szal
Tenkesch kapitánya - kuruc közéleti wellness
Közéleti Akadémia - közéleti előadások a szegedi bölcsészkaron